# Art Clokey
Arthur "Art" Clokey, född Arthur Charles Farrington den 12 oktober 1921, död 8 januari 2010, var en amerikansk animatör och en pionjär inom stop motion-animering med modellera. Hans första film var Gumbasia (producerad 1953 och utgiven 1955), för vilken han tillsammans med sin hustru hittade på karaktären Gumby.